# Nýrovce

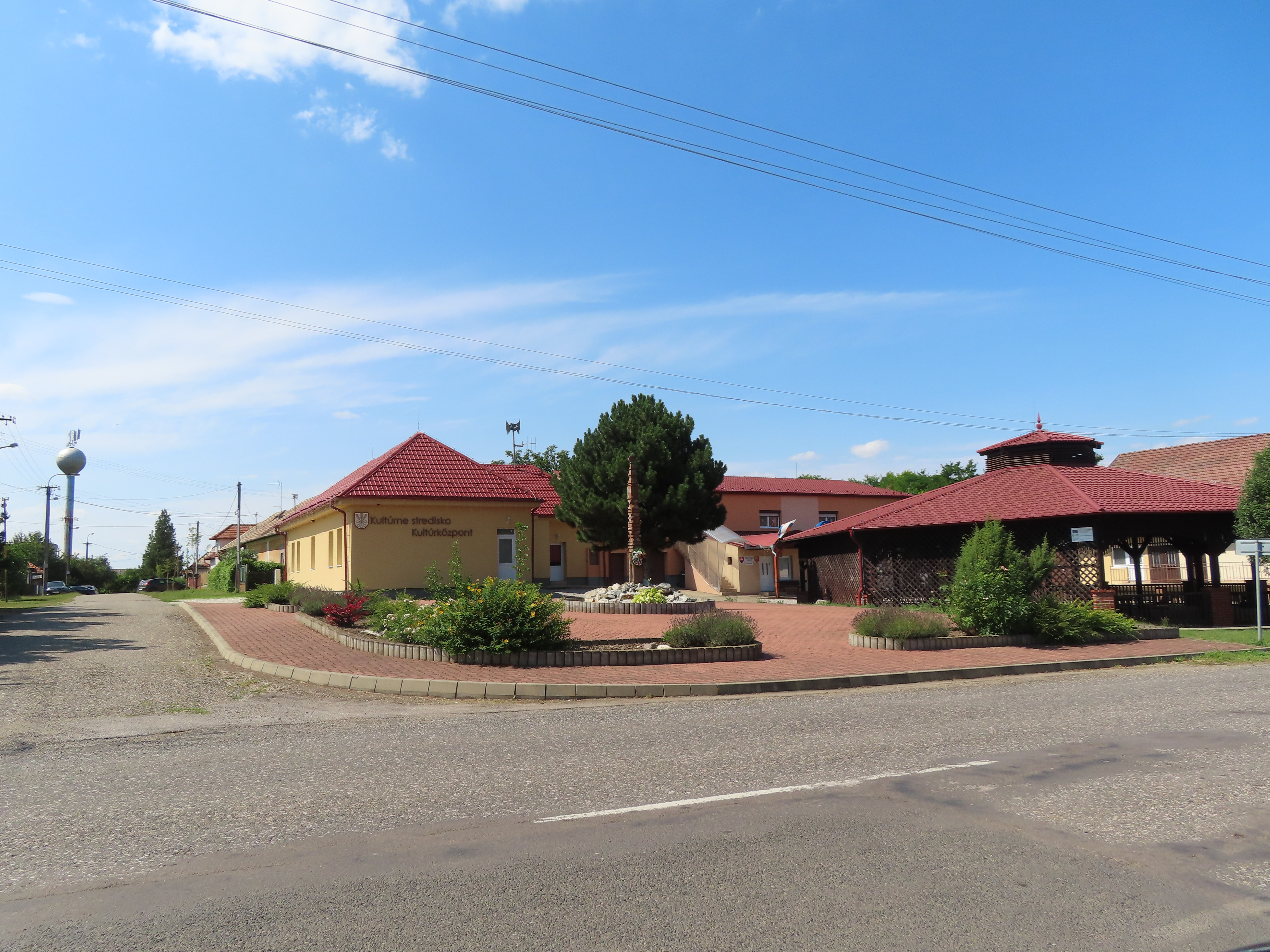
Nýrovce

Nýrovce (bis 1948 slowakisch „Nírovce“; ungarisch Nyír oder Nyírágó) ist eine Gemeinde im Westen der Slowakei mit 499 Einwohnern (Stand 31. Dezember 2024), die zum Okres Levice, einem Teil des Nitriansky kraj, gehört.

## Geographie
Die Gemeinde befindet sich im Ostteil des slowakischen Donautieflands, im weiten Tal des unteren Hron. Das Ortszentrum liegt auf einer Höhe von 153 m n.m. und ist acht Kilometer von Želiezovce sowie 31 Kilometer von Levice entfernt.
Zur Gemeinde gehörte auch der 1942 eingemeindete Ort Agov (ungarisch Ágó).
Nachbargemeinden sind Želiezovce im Norden und Osten, Hronovce im Südosten, Keť und Kuraľany im Süden und Farná im Westen.

## Geschichte
Nýrovce wurde zum ersten Mal im Jahr 1247 als Nyr schriftlich erwähnt. 1315 war das Dorf Besitz des Landadels, später gehörte es dem Erzbistum Gran, den Gutsherren von Želiezovce (1383), der Familie Pobor (1423), im 16. Jahrhundert der Familie Zekel, gefolgt von den Familien Ebeczky und Sipeky im 17. Jahrhundert und kam 1845 zur Herrschaft Želiezovce. 1534 gab es vier Porta, 1601 standen 14 Häuser im Ort (zusammen mit dem Ort Agov), 1828 zählte man 44 Häuser und 280 Einwohner, die als Landwirte beschäftigt waren.
Bis 1918 gehörte der im Komitat Bars liegende Ort zum Königreich Ungarn und kam danach zur Tschechoslowakei beziehungsweise heute Slowakei. Auf Grund des Ersten Wiener Schiedsspruchs lag er 1938–1945 noch einmal in Ungarn.

## Bevölkerung
| Jahr                | 1994 | 2004    | 2014    | 2024    |
| ------------------- | ---- | ------- | ------- | ------- |
| Anzahl der Personen | 587  | 569     | 525     | 499     |
| Unterschied         |      | −3,06 % | −7,73 % | −4,95 % |

| Jahr                | 2023 | 2024    |
| ------------------- | ---- | ------- |
| Anzahl der Personen | 507  | 499     |
| Unterschied         |      | −1,57 % |

Nach der Volkszählung 2011 wohnten in Nýrovce 563 Einwohner, davon 351 Magyaren, 198 Slowaken und ein Tscheche. 13 Einwohner machten keine Angabe zur Ethnie.
349 Einwohner bekannten sich zur römisch-katholischen Kirche, 98 Einwohner zur reformierten Kirche, jeweils vier Einwohner zur evangelisch-methodistischen Kirche, zur Evangelischen Kirche A. B. und zur griechisch-katholischen Kirche, zwei Einwohner zu den Zeugen Jehovas und ein Einwohner zu einer anderen Konfession. 62 Einwohner waren konfessionslos und bei 39 Einwohnern wurde die Konfession nicht ermittelt.

## Bauwerke

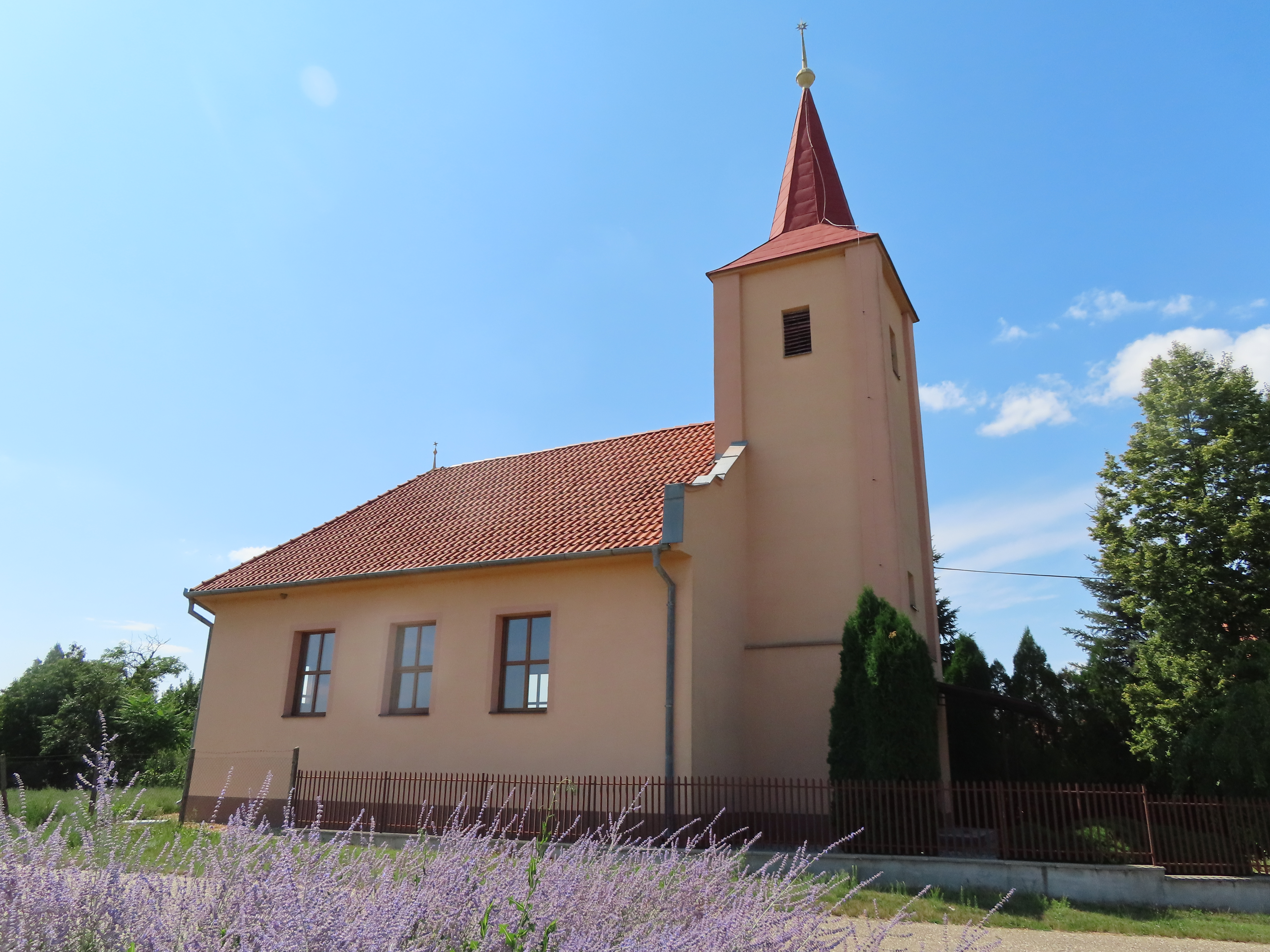
Reformierte Kirche

- römisch-katholische Kirche Johannes von Nepomuk im Barockstil aus dem Jahr 1766[6]
- reformierte Kirche
- Landschloss im klassizistischen Stil aus der Mitte des 19. Jahrhunderts[7]